# ديك بين
ديك بين (بالهولندية: Dick Been)‏ (مواليد 28 ديسمبر 1914) هو لاعب كرة قدم. يلعب مع منتخب هولندا لكرة القدم. سبق له أن لعب في كأس العالم لكرة القدم مع منتخب بلاده.

## روابط خارجية
- ديك بين على موقع الاتحاد الدولي (مؤرشف)  (الإنجليزية)
- ديك بين على موقع Soccerway.com (الإنجليزية)
- ديك بين على موقع عالم كرة القدم.نت (الإنجليزية)